# Knecht mit Pferd und Magd mit Stier

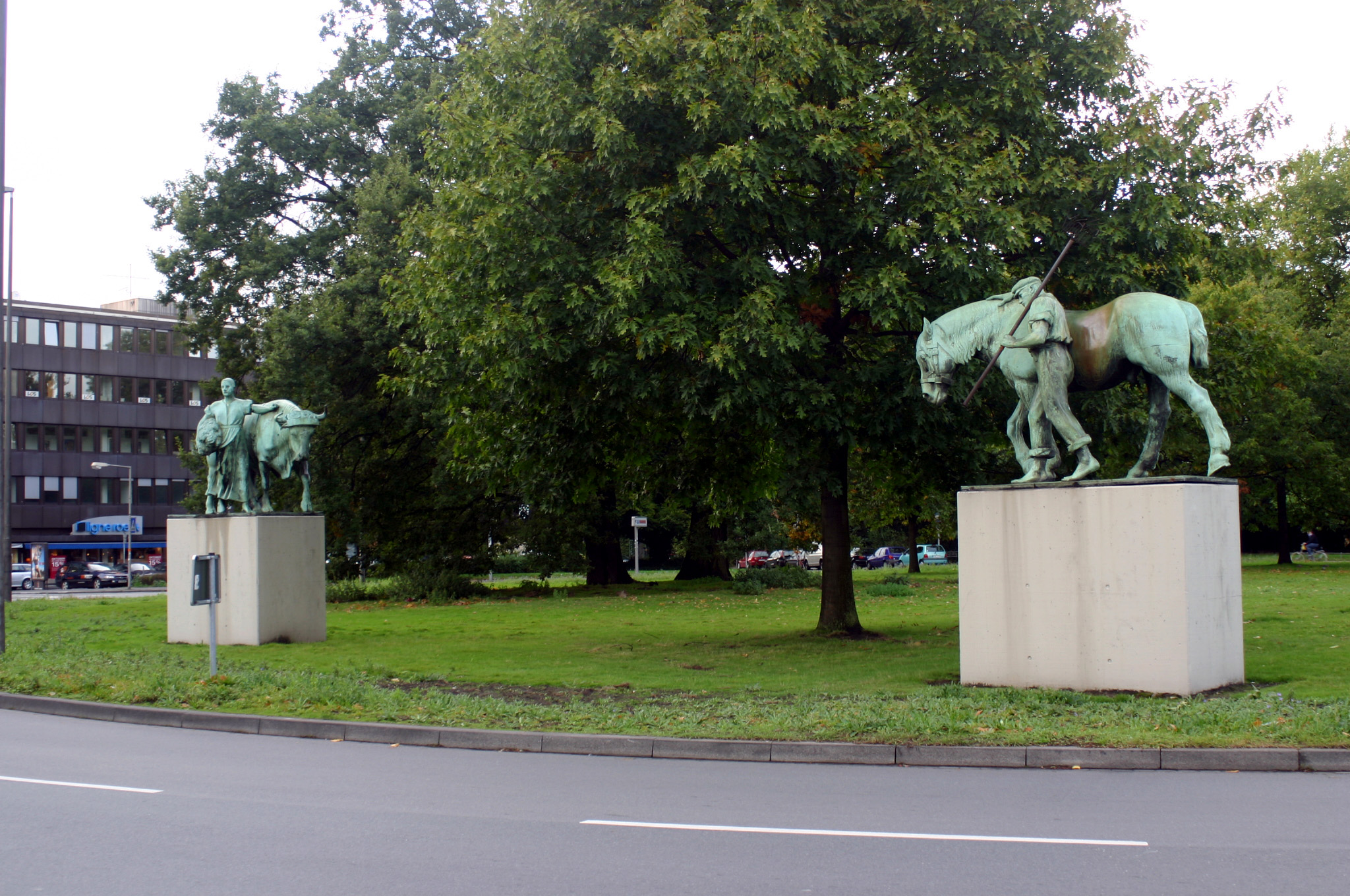
Knecht mit Pferd und Magd mit Stier

Knecht mit Pferd und Magd mit Stier oder auch Ochs und Pferd ist ein Denkmal in Münster.

## Geschichte
Das rustikale Denkmal wurde 1912 von Carl Hans Bernewitz als eine Würdigung der Landbevölkerung geschaffen, die die ländliche Metropole besuchte, etwa um Handel zu treiben. Die Bedeutung war ähnlich dem Kiepenkerl.
In den 1960er Jahren wurde das Denkmal jedoch von seinem 2 Meter hohen Sockel der zentralen Einfallstraße heruntergeholt und in Verkennung seiner Perspektive auf einem 30-Zentimeter-Sockel vor dem Stadthaus II aufgestellt. Wegen des nun einsetzenden Vandalismus wurde es provisorisch mit einem Baugitter gesichert. 1987 wurden die wieder erhöhten Statuen gemäß der Idee des Schweizer Künstlers Rémy Zaugg im Rahmen der Skulptur.Projekte auf den Ludgeriplatz gestellt.